# Fecha FIFA de mayo y junio de 2016
La Fecha FIFA de mayo y junio de 2016 es una serie de partidos de selecciones de fútbol masculino que se disputa a fines de mayo y principios de junio de 2016.
La fecha se utiliza para partidos amistosos preparatorios para la Eurocopa 2016 y la Copa América Centenario, así como para la clasificación para la Copa del Caribe de 2016, la Clasificación de OFC para la Copa Mundial de Fútbol de 2018, la Clasificación para la Copa Africana de Naciones de 2017 y la Clasificación para la Copa Asiática 2019.

## Amistosos
| 20 de mayo | Hungría | 0 - 0   | Costa de Marfil | Groupama Arena, Budapest, Hungría |  |
|            |         | Reporte |                 |                                   |  |

| 20 de mayo | Galicia        | 1 - 1   | Venezuela          | Estadio de Riazor, La Coruña, España                                   |                                                                        |
|            | Iago Aspas 37' | Reporte | Josef Martínez 93' | Asistencia: 18000 espectadores Árbitro(s): Ignacio Iglesias Villanueva | Asistencia: 18000 espectadores Árbitro(s): Ignacio Iglesias Villanueva |

| 21 de mayo | Botsuana                    | 2 - 1   | Lesoto           | Serowe Sports Complex, Serowe, Botsuana |                               |
|            | Onkabetse Makgantai 65' 68' | Reporte | Basia Makepe 10' | Asistencia: 6000 espectadores           | Asistencia: 6000 espectadores |

| 22 de mayo | Puerto Rico       | 1 - 3   | Estados Unidos                                   | Estadio Juan Ramón Loubriel, Bayamón, Puerto Rico |                                |
|            | Luis Betancur 42' | Reporte | Tim Ream 20' · Bobby Wood 34' · Paul Arriola 56' | Asistencia: 15000 espectadores                    | Asistencia: 15000 espectadores |

| 22 de mayo | Inglaterra                      | 2 - 1   | Turquía              | Estadio Ciudad de Mánchester, Mánchester, Inglaterra |                           |
|            | Harry Kane 3' · Jamie Vardy 83' | Reporte | Hakan Çalhanoğlu 13' | Árbitro(s): Deniz Aytekin                            | Árbitro(s): Deniz Aytekin |

| 23 de mayo | Perú                                                                                      | 4 - 0   | Trinidad y Tobago | Estadio Nacional de Lima, Lima, Perú |                          |
|            | Christian Cueva 36' · Beto da Silva 38' · Edison Flores 49' · Cristian Benavente 94' (p.) | Reporte |                   | Árbitro(s): Luis Sánchez             | Árbitro(s): Luis Sánchez |

| 25 de mayo | Panamá | 0 - 0   | Venezuela | Estadio Rommel Fernández, Ciudad de Panamá, Panamá |                               |
|            |        | Reporte |           | Árbitro(s): Veralton Nembhard                      | Árbitro(s): Veralton Nembhard |

| 25 de mayo | Estados Unidos       | 1 - 0   | Ecuador | Estadio Toyota, Frisco, Estados Unidos |  |
|            | Darlington Nagbe 89' | Reporte |         |                                        |  |

| 25 de mayo | República Democrática del Congo | 1 - 1   | Rumania             | Estadio Giuseppe Sinigaglia, Como, Italia |  |
|            | Jeremy Bokila 87'               | Reporte | Nicolae Stanciu 27' |                                           |  |

| 27 de mayo | Eslovaquia                          | 3 - 1   | Georgia         | Estadio ASKÖ, Wels, Austria |  |
|            | Adam Nemec 5' 57' · Adam Zreľák 70' | Reporte | Levan Kenia 71' |                             |  |

| 27 de mayo | República Checa | 6 - 0   | Malta | Kufstein Arena, Kufstein, Austria |  |
|            | Jaroslav Plašil 15' · Milan Škoda 22' · Roman Hubník 40' · David Lafata 74' · Tomáš Necid 81' · Patrik Schick 90+1' | Reporte |       |                                   |  |

| 27 de mayo | Togo                | 1 - 0   | Zambia | Estadio de Kégué, Lomé, Togo |  |
|            | Mathieu Dossevi 22' | Reporte |        |                              |  |

| 27 de mayo | Nigeria               | 1 - 0   | Malí | Stade Robert Diochon, Ruan, Francia |  |
|            | Kelechi Iheanacho 77' | Reporte |      |                                     |  |

| 27 de mayo | Marruecos                | 2 - 0   | Congo | Estadio de Tánger, Tánger, Marruecos |                     |
|            | Hakim Ziyech 4' 55' (p.) | Reporte |       | Árbitro(s): Issa Sy                  | Árbitro(s): Issa Sy |

| 27 de mayo | Croacia            | 1 - 0   | Moldavia | Gradski Stadion, Koprivnica, Croacia |  |
|            | Andrej Kramarić 9' | Reporte |          |                                      |  |

| 27 de mayo | Inglaterra                            | 2 - 1   | Australia            | Stadium of Light, Sunderland, Inglaterra |                            |
|            | Marcus Rashford 3' · Wayne Rooney 55' | Reporte | Eric Dier 75' (p.p.) | Árbitro(s): Danny Makkelie               | Árbitro(s): Danny Makkelie |

| 27 de mayo | Irlanda        | 1 - 1   | Países Bajos     | Aviva Stadium, Dublín, República de Irlanda |  |
|            | Shane Long 30' | Reporte | Luuk de Jong 85' |                                             |  |

| 27 de mayo | Irlanda del Norte                                        | 3 - 0   | Bielorrusia | Windsor Park, Belfast, Irlanda del Norte |  |
|            | Kyle Lafferty 6' · Conor Washington 44' · Will Grigg 88' | Reporte |             |                                          |  |

| 27 de mayo | Costa Rica                                | 2 - 1   | Venezuela          | Estadio Nacional de Costa Rica, San José, Costa Rica        |                                                             |
|            | Cristian Gamboa 40' · Ariel Rodríguez 49' | Reporte | Salomón Rondón 29' | Asistencia: 22000 espectadores Árbitro(s): Melvin Matamoros | Asistencia: 22000 espectadores Árbitro(s): Melvin Matamoros |

| 27 de mayo | Uruguay                                         | 3 - 1   | Trinidad y Tobago | Estadio Centenario, Montevideo, Uruguay                   |                                                           |
|            | Edinson Cavani 26' (p.) 39' · Matías Vecino 51' | Reporte | Jomal Williams 7' | Asistencia: 10000 espectadores Árbitro(s): Mauro Vigliano | Asistencia: 10000 espectadores Árbitro(s): Mauro Vigliano |

| 27 de mayo | Argentina           | 1 - 0   | Honduras | Estadio San Juan del Bicentenario, San Juan, Argentina |                          |
|            | Gonzalo Higuaín 31' | Reporte |          | Árbitro(s): Jorge Osorio                               | Árbitro(s): Jorge Osorio |

| 27 de mayo | Chile                | 1 - 2   | Jamaica                                | Estadio Sausalito, Viña del Mar, Chile                 |                                                        |
|            | Nicolás Castillo 82' | Reporte | Clayton Donaldson 36' · Joel Grant 53' | Asistencia: 22000 espectadores Árbitro(s): Raúl Orosco | Asistencia: 22000 espectadores Árbitro(s): Raúl Orosco |

| 28 de mayo | Birmania | 0 - 0   | Malasia | Estadio Thuwunna, Rangún, Birmania |                              |
|            |          | Reporte |         | Árbitro(s): Sivakorn Pu-Udom       | Árbitro(s): Sivakorn Pu-Udom |

| 28 de mayo | Ruanda | 0 - 2   | Senegal                                       | Estadio Amahoro, Kigali, Ruanda |  |
|            |        | Reporte | Mame Biram Diouf 13' · Younousse Sankharé 30' |                                 |  |

| 28 de mayo | Botsuana | Cancelado | Malaui |  |  |
|            |          | Reporte   |        |  |  |

| 28 de mayo | Suiza               | 1 - 2   | Bélgica                                 | Stade de Genève, Ginebra, Suiza |  |
|            | Blerim Džemaili 31' | Reporte | Romelu Lukaku 34' · Kevin De Bruyne 83' |                                 |  |

| 28 de mayo | Gabón | 0 - 2   | Mauritania                                    | Nuevo Campo municipal de Cornellà, Cornellá de Llobregat, España |  |
|            |       | Reporte | Ismaël Diakité 48' · Boubacar Beïguilly 90+2' |                                                                  |  |

| 28 de mayo | Ghana | Cancelado | Guinea |  |  |
|            |       | Reporte   |        |  |  |

| 28 de mayo | México              | 1 - 0   | Paraguay | Georgia Dome, Atlanta, Estados Unidos |  |
|            | Andrés Guardado 31' | Reporte |          |                                       |  |

| 28 de mayo | Estados Unidos                                                 | 4 - 0   | Bolivia | Children's Mercy Park, Kansas City, Estados Unidos |                           |
|            | Gyasi Zardes 25' 52' · John Brooks 36' · Christian Pulisic 68' | Reporte |         | Árbitro(s): Elmer Bonilla                          | Árbitro(s): Elmer Bonilla |

| 28 de mayo | Armenia | 7 - 1 | Guatemala | StubHub Center, Carson |  |

| 29 de mayo | Albania                                                   | 3 - 1   | Catar                | Stadion Hartberg, Hartberg, Austria |                              |
|            | Arlind Ajeti 23' · Ermir Lenjani 40' · Armando Sadiku 64' | Reporte | Abdelkarim Hassan 1' | Árbitro(s): Alexander Harkam        | Árbitro(s): Alexander Harkam |

| 29 de mayo | Alemania | 1 - 3 | Eslovaquia | WWK Arena, Augsburgo |  |

| 29 de mayo | Perú                                                    | 3 - 1   | El Salvador        | RFK Stadium, Washington D. C., Estados Unidos |  |
|            | Raúl Ruidíaz 11' · Andy Polo 60' · Yoshimar Yotún 90+2' | Reporte | Nelson Bonilla 81' |                                               |  |

| 29 de mayo | España                                 | 3 - 1   | Bosnia y Herzegovina | AFG Arena, Saint Gallen, Suiza                              |                                                             |
|            | Nolito 10' 18' · Pedro Rodríguez 90+4' | Reporte | Emir Spahić 29'      | Asistencia: 14000 espectadores Árbitro(s): Stephan Klossner | Asistencia: 14000 espectadores Árbitro(s): Stephan Klossner |

| 29 de mayo | Rumania | 3 - 4 | Ucrania | Estadio Olímpico, Turín |  |

| 29 de mayo | Turquía | 1 - 0 | Montenegro | Antalya Arena, Antalya |  |

| 29 de mayo | Italia | 1 - 0 | Escocia | Estadio Nacional, Ta'Qali |  |

| 29 de mayo | Portugal                                                | 3 - 0   | Noruega | Estadio do Dragão, Oporto, Portugal                       |                                                           |
|            | Ricardo Quaresma 13' · Raphaël Guerreiro 65' · Éder 71' | Reporte |         | Asistencia: 30000 espectadores Árbitro(s): Padraig Sutton | Asistencia: 30000 espectadores Árbitro(s): Padraig Sutton |

| 29 de mayo | Colombia                                                            | 3 - 1   | Haití                     | Marlins Park, Miami, Estados Unidos |  |
|            | Dayro Moreno 12' · Juan Guillermo Cuadrado 53' · Roger Martínez 72' | Reporte | Wilde-Donald Guerrier 34' |                                     |  |

| 29 de mayo | Panamá | 0 - 2   | Brasil                                   | Dick's Sporting Goods Park, Commerce City, Estados Unidos |                            |
|            |        | Reporte | Jonas Gonçalves 2' · Gabriel Barbosa 74' | Árbitro(s): Armando Castro                                | Árbitro(s): Armando Castro |

| 30 de mayo | Suecia | 0-0     | Eslovenia | Swedbank Stadion, Malmö, Suecia |                          |
|            |        | Reporte |           | Árbitro(s): Jakob Kehlet        | Árbitro(s): Jakob Kehlet |

| 30 de mayo | Francia                                                     | 3-2     | Camerún                                              | Estadio de la Beaujoire, Nantes, Francia |  |
|            | Blaise Matuidi 20' · Olivier Giroud 41' · Dimitri Payet 90' | Reporte | Vincent Aboubakar 22' · Eric Maxim Choupo-Moting 88' |                                          |  |

| 30 de mayo | Gambia | 0-0     | Zambia | Independence Stadium, Bakau, Gambia |  |
|            |        | Reporte |        |                                     |  |

| 31 de mayo | Vietnam                                 | 2-0     | Siria | Estadio Nacional Mỹ Đình, Hanói, Vietnam |  |
|            | Lê Công Vinh 34' · Nguyễn Văn Quyết 45' | Reporte |       |                                          |  |

| 31 de mayo | Zimbabue              | 2-0     | Uganda | Rufaro Stadium, Mbare, Zimbabue |                             |
|            | Teenage Hadebe 4' 32' | Reporte |        | Árbitro(s): Norman Matemera     | Árbitro(s): Norman Matemera |

| 31 de mayo | Kenia             | 1-1     | Sudán           | Kasarani Stadium, Nairobi, Kenia |  |
|            | Brian Onyango 90' | Reporte | Nazar Hamid 24' |                                  |  |

| 31 de mayo | Luxemburgo        | 1-3     | Nigeria                                                           | Estadio Josy Barthel, Ciudad de Luxemburgo, Luxemburgo |  |
|            | Vincent Thill 90' | Reporte | Brown Ideye 37' · Kelechi Iheanacho 66' · Odion Jude Ighalo 90+2' |                                                        |  |

| 31 de mayo | Austria                                     | 2-1     | Malta                  | Wörthersee Stadion, Klagenfurt, Austria |                                |
|            | Marko Arnautović 4' · Alessandro Schöpf 18' | Reporte | David Alaba 88' (p.p.) | Árbitro(s): Mattias Gestranius          | Árbitro(s): Mattias Gestranius |

| 31 de mayo | Irlanda          | 1-2     | Bielorrusia                                 | Turners Cross, Cork, República de Irlanda |  |
|            | Stephen Ward 72' | Reporte | Mikhail Gordeichuk 20' · Maksim Volodko 63' |                                           |  |

| 1 de junio | República Checa                     | 2-1     | Rusia                | Tivoli Neu, Innsbruck, Austria |  |
|            | Tomáš Rosický 50' · Tomáš Necid 90' | Reporte | Aleksandr Kokorin 6' |                                |  |

| 1 de junio | Bélgica           | 1-1     | Finlandia             | Estadio Rey Balduino, Bruselas, Bélgica |  |
|            | Romelu Lukaku 89' | Reporte | Kasper Hämäläinen 53' |                                         |  |

| 1 de junio | España                                                                       | 6-1     | Corea del Sur  | Red Bull Arena, Salzburgo, Austria |  |
|            | David Silva 30' · Cesc Fàbregas 32' · Nolito 38' 54' · Álvaro Morata 50' 89' | Reporte | Ju Se-jong 83' |                                    |  |

| 1 de junio | Noruega                                                            | 3-2     | Islandia                                             | Ullevaal Stadion, Oslo, Noruega |  |
|            | Stefan Johansen 1' · Pål André Helland 41' · Alexander Sørloth 67' | Reporte | Sverrir Ingi Ingason 36' · Gylfi Sigurdsson 81' (p.) |                                 |  |

| 1 de junio | Polonia               | 1-2     | Países Bajos                                  | Arena Gdansk, Gdansk, Polonia |  |
|            | Artur Jędrzejczyk 60' | Reporte | Vincent Janssen 33' · Georginio Wijnaldum 76' |                               |  |

| 1 de junio | Guatemala         | 1-1     | Venezuela          | Lockhart Stadium, Fort Lauderdale, Estados Unidos |                           |
|            | Gerson Tinoco 70' | Reporte | Salomón Rondón 83' | Árbitro(s): Javier Santos                         | Árbitro(s): Javier Santos |

| 2 de junio | México                            | 1-0     | Chile | Estadio Qualcomm, San Diego, Estados Unidos                 |                                                             |
|            | Javier "Chicharito" Hernández 87' | Reporte |       | Asistencia: 40000 espectadores Árbitro(s): Baldomero Toledo | Asistencia: 40000 espectadores Árbitro(s): Baldomero Toledo |

| 2 de junio | El Salvador | 0-4     | Armenia                                                                                                  | StubHub Center, Los Ángeles, Estados Unidos |  |
|            |             | Reporte | Moisés Xavier García 2' (p.p) · Hovhannes Hambardzumyan 8' · Tigran Barseghyan 69' · Gegham Kadymyan 75' |                                             |  |

| 2 de junio | Macedonia del Norte       | 1-3     | Irán                     | Estadio Filip II de Macedonia, Skopie, República de Macedonia |  |
|            | Aleksandar Trajkovski 10' | Reporte | Sardar Azmoun 8' 20' 60' |                                                               |  |

| 2 de junio | Inglaterra         | 1-0     | Portugal | Estadio de Wembley, Londres, Inglaterra |                         |
|            | Chris Smalling 86' | Reporte |          | Árbitro(s): Marco Guida                 | Árbitro(s): Marco Guida |

| 3 de junio | Suiza                                   | 2-1     | Moldavia         | Stadio Comunale di Cornaredo, Lugano, Suiza |  |
|            | Blerim Džemaili 12' · Admir Mehmedi 75' | Reporte | Radu Gînsari 69' |                                             |  |

| 3 de junio | Rumania     | 5-1 | Georgia | Arena Națională, Bucarest, Rumanía |  |
|            | [[]] · [[]] |     | [[]]    |                                    |  |

| 3 de junio | Albania            | 1-3     | Ucrania                                                              | Estadio Atleti Azzurri d'Italia, Bérgamo, Italia |                             |
|            | Armando Sadiku 12' | Reporte | Taras Stepanenko 8' · Andriy Yarmolenko 49' · Yevhen Konoplyanka 87' | Árbitro(s): Paolo Mazzoleni                      | Árbitro(s): Paolo Mazzoleni |

| 4 de junio | Alemania                                 | 2 - 0   | Hungría | Veltins-Arena, Gelsenkirchen, Alemania |                                  |
|            | Ádám Lang 39' (p.p.) · Thomas Müller 63' | Reporte |         | Árbitro(s): Martin Strömbergsson       | Árbitro(s): Martin Strömbergsson |

| 4 de junio | Costa de Marfil | 2-1 | Gabón |  |  |

| 4 de junio | Croacia | 10-0    | San Marino | Stadion Rujevica, Rijeka, Croacia                      |                                                        |
|            | Marko Pjaca 20' · Mario Mandžukić 23' 36' 38' · Darijo Srna 25' · Ivan Perišić 40' · Ivan Rakitić 50' · Nikola Kalinić 59' 73' 84' | Reporte |            | Asistencia: 6000 espectadores Árbitro(s): Mitja Žganec | Asistencia: 6000 espectadores Árbitro(s): Mitja Žganec |

| 4 de junio | Austria | 0 - 2   | Países Bajos                                 | Estadio Ernst Happel, Viena, Austria                                |                                                                     |
|            |         | Reporte | Vincent Janssen 9' · Georginio Wijnaldum 66' | Asistencia: 48000 espectadores Árbitro(s): Alberto Undiano Mallenco | Asistencia: 48000 espectadores Árbitro(s): Alberto Undiano Mallenco |

| 4 de junio | Eslovaquia | 0 - 0   | Irlanda del Norte | Estadio Antona Malatinského, Trnava, Eslovaquia |                           |
|            |            | Reporte |                   | Árbitro(s): Radu Petrescu                       | Árbitro(s): Radu Petrescu |

| 4 de junio | Francia                                       | 3 - 0   | Escocia | Stade Saint-Symphorien, Metz, Francia                           |                                                                 |
|            | Olivier Giroud 8' 35' · Laurent Koscielny 39' | Reporte |         | Asistencia: 26700 espectadores Árbitro(s): Sébastien Delferière | Asistencia: 26700 espectadores Árbitro(s): Sébastien Delferière |

| 5 de junio | República Checa | vs. | Corea del Sur |  |  |

| 5 de junio | Suecia | vs. | Gales |  |  |

| 5 de junio | Bélgica | vs. | Noruega |  |  |

| 5 de junio | Eslovenia | vs. | Turquía |  |  |

| 6 de junio | Italia | vs. | Finlandia |  |  |

| 7 de junio | Australia | 1 - 2 | Grecia |  |  |

| 7 de junio | España | 0 - 1 | Georgia |  |  |

| 8 de junio | Portugal | 7-0 | Estonia |  |  |